# Boloria palinoida
Boloria palinoida är en fjärilsart som beskrevs av Seok 1937. Boloria palinoida ingår i släktet Boloria och familjen praktfjärilar. Inga underarter finns listade i Catalogue of Life.